# 14789 GAISH
14789 GAISH eller 1969 TY1 är en asteroid i huvudbältet som upptäcktes den 8 oktober 1969 av den ryska astronomen Ljudmila Tjernych vid Krims astrofysiska observatorium på Krim. Den är uppkallad efter Sternbergs astronomiska institut (GAISH).
Asteroiden har en diameter på ungefär 15 kilometer.